# المستأجر المثالي
المستأجر المثالي (بالتركية: Kusursuz Kiracı)‏ هو مسلسل تلفزيوني درامي تركي من تأليف نرمين يلدرم وبطولة ديلان تشيتشك دنيز، سركاي توتونجو وبننو يلدرملار، عرض على قناة فوكس من 30 أغسطس إلى 4 أكتوبر 2022.

## القصة
صحفية تجبر على إخلاء شقتها،  تنتقل للعيش مع زميلها حيث تبدأ بملاحظة تصرفات غريبة على سكان المبنى، وتشك بأنهم يخفون أسرارا غامضة.

## البث الدولي
تم دبلجة المسلسل باللهجة السورية والفارسية، وعُرض على قنوات إم بي سي 4.

## روابط خارجية
- المستأجر المثالي على موقع IMDb (الإنجليزية)
- المستأجر المثالي على موقع قاعدة بيانات الفيلم (الإنجليزية)